# Socha Jarní píseň
Socha Jarní píseň je bronzová plastika v exteriéru části Povel města Olomouc v okrese Olomouc v Olomouckém kraji na Hané. Autory díla jsou Vojtěch Adamec (1933–2011) a Jan Baťa (*1947).

## Historie a popis díla
Plastika se nachází před místní nízkou stavbou zdravotního střediska na ulici Janského na sídlišti F2, poblíže pískovcové sochy Dětské hry, a je částečně kryta okolní vegetací. Vlastní dílo, které je umístěné na soklu ve tvaru kvádru má rozměry uvedené v následující tabulce.
| Výška   | 1,14 m |
| Šířka   | 0,87 m |
| Hloubka | 0,75 m |

Je to bronzová „polopostava“ ženy, která byla vytvořena dle návrhu Vojtěcha Adamce ve spolupráci s pražským kovolijcem Janem Baťou. Plastika vznikla v roce 1979 a její odhalení proběhlo až po dokončení zdravotního střediska v roce 1982.

## Galerie

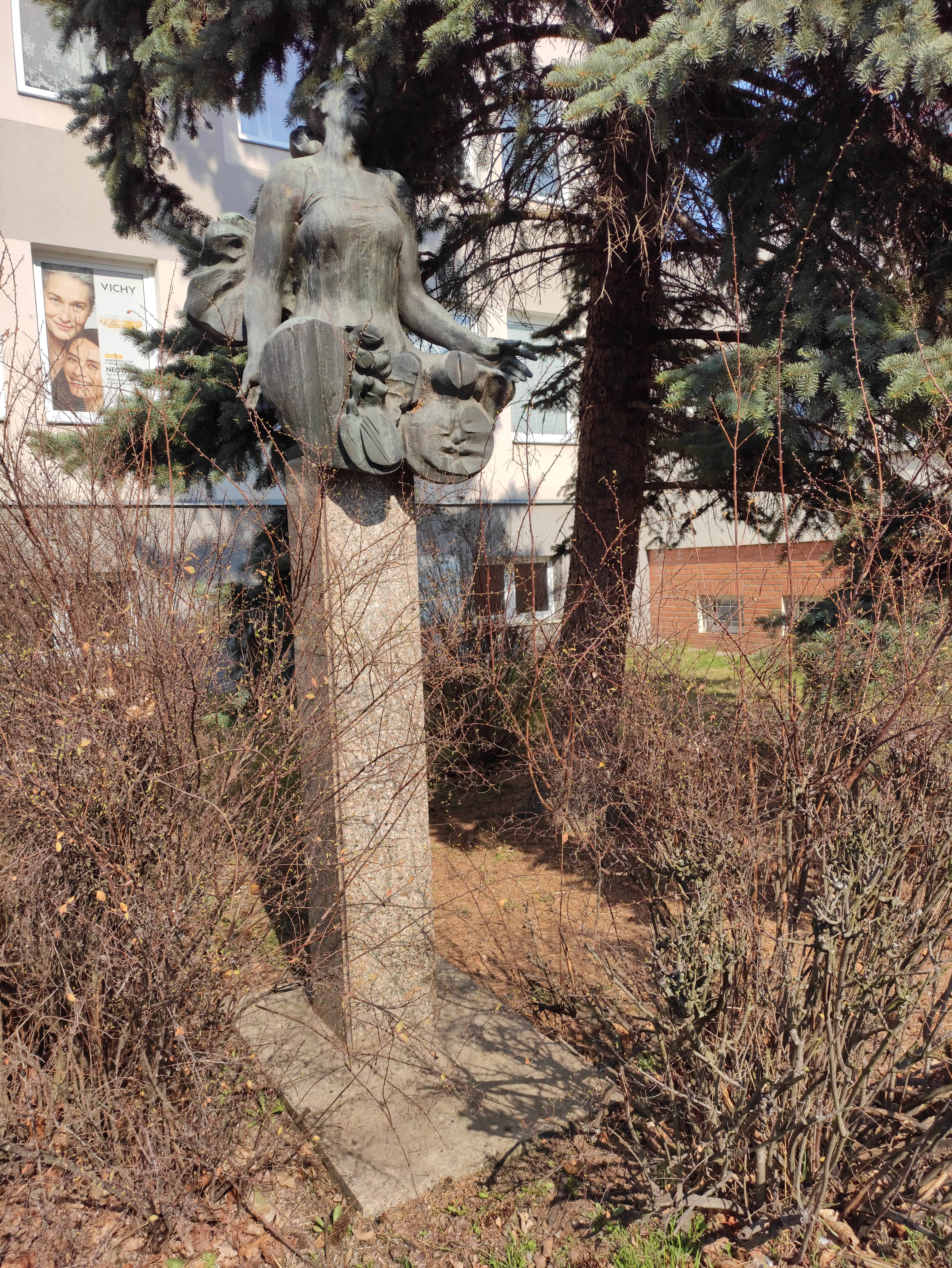
Pohled sochu mezi keři